# 體育學系
體育學系或體育學院是屬於高等教育層級，可以是獨立學院或大學下的科系。本科課程包括運動科學、健康、教育等課程。

## 中國大陸
- 北京體育大學
- 首都體育學院
- 廣州體育學院
- 上海體育大學
- 西安體育學院
- 成都體育學院
- 武漢體育學院
- 南京體育學院
- 吉林體育學院
- 哈爾濱體育學院
- 天津體育學院
- 山東體育學院
- 瀋陽體育學院
- 河北體育學院
- 河南體育學院

## 臺灣
- 國立體育大學
- 國立臺灣體育運動大學
- 國立臺灣師範大學
- 國立高雄師範大學
- 國立彰化師範大學
- 臺北市立大學（前身為臺北市立體育學院）
- 國立臺北教育大學
- 國立臺中教育大學
- 國立嘉義大學
- 國立屏東大學
- 國立臺東大學
- 國立臺南大學
- 國立中正大學
- 輔仁大學
- 中國文化大學

## 香港
- 香港中文大學教育學院體育運動科學系
- 香港浸會大學社會科學院體育、運動及健康學系
- 香港教育大學健康與體育學系

## 韓國
- 韓國體育大學

## 朝鮮
- 朝鮮體育大學
- 中央體育學院

## 日本
- 日本体育大学
- 日本女子体育大学
- 東京女子体育大学
- 大阪体育大学
- 鹿屋体育大学